# DJ AKASAKA Mail Vox
DJ AKASAKA Mail Vox（ディージェイ・アカサカ・メール・ボックス）はHFMをキーステーションに中国地方のJFN加盟FM4局で1999年4月から2002年9月に放送された番組である。提供はDoCoMo 中国。
リスナーから届いたメールと音楽を赤坂泰彦が次々放送していくというもの。番組オープニングでは「Hello more say D.J.Akasaka time! “Mail Vox”へようこそ!!」というのが恒例である。
メール以外にもHFMに設置されたテレボー（テレホンボード）、PHS(キャラメール)センター、および番組専用番号も設けていた。

## ネット局
一部の地域では「DJ赤坂 スタンダード・レディオ」も放送していた。
一貫して土曜18：00 - 18：55
- 広島エフエム放送（Hiroshima-FM/HFM） 「DJ AKASAKA Mail Vox」制作局
- 岡山エフエム放送（FM-OKAYAMA）・・・1999年開局より。
- エフエム山陰（V-air）

土曜21：00 - 21：55→土曜18：00 - 18：55
- エフエム山口（FMY）

当初土曜21時枠だったのは、18時台の枠で「アーティスト・プロデュース・スーパー・エディション」を放送、また土曜19時台には自社制作の「COUNT DOWN ATTACK!!」を放送していたためである。暫くして編成が変わり、「DJ AKASAKA」が18時台の同時ネットに移行、「スーパー・エディション」が19時台に、ところてん式に突かれた「COUNT DOWN ATTACK!!」は21時台に移った。
| スタブアイコン | サブスタブ | この項目は、まだ閲覧者の調べものの参照としては役立たない、ラジオ番組に関連した書きかけの項目です。この項目を加筆・訂正などしてくださる協力者を求めています（P:ラジオ/PJ:放送番組）。 |